# Élections régionales de 2015 en Toscane
Les élections régionales de 2015 en Toscane (en italien : Elezioni regionali del 2015 in Toscana) ont eu lieu le 31 mai 2015 afin d'élire le président et les conseillers de la Xe législature du conseil régional de Toscane pour un mandat de cinq ans.

## Système électoral

Région de Toscane.

La Toscane est une  région italienne à statut simple. Le conseil régional ainsi que son président sont élus simultanément au suffrage universel direct, avec pour particularité au sein des régions italiennes de permettre la possibilité d'un second tour. Les 40 conseillers sont élus au scrutin proportionnel plurinominal avec listes ouvertes, panachage, vote préférentiel et seuil électoral de 5 %, tandis que le président est élu selon une version modifiée du scrutin uninominal majoritaire à deux tours. Le candidat arrivé en tête est élu s'il recueille plus de 40 % des suffrages exprimés. Dans le cas contraire, les deux candidats arrivés en tête s'affrontent lors d'un second tour organisé quatorze jours plus tard, et celui ayant recueilli le plus de suffrages est déclaré élu. Un candidat à la présidence se présente obligatoirement en tant que candidat d'une liste en lice pour le conseil régional, ce qui interdit de fait les candidatures sans étiquettes,.
La liste du président élu reçoit d'emblée une prime majoritaire portant sa part des sièges au minimum à la majorité absolue du total. La liste reçoit ainsi 24 sièges si elle est arrivée en tête au second tour, ou au premier avec plus de 45 % des suffrages. La prime descend à 23 sièges si la liste a obtenu entre 40 et 45 %. Les sièges restants sont ensuite répartis à la proportionnelle aux différentes listes ayant franchi le seuil électoral, et à leurs candidats en fonction des votes préférentiels qu'ils ont recueillis. Le seuil de 5 % est abaissé à 3 % pour les listes se présentant au sein d'une coalition, mais à la condition que celle-ci ait atteint un seuil relevé à 10 %. Par ailleurs, le président élu devient de droit membre du conseil, ce qui porte le total de conseillers à 41.

### Modalités
L'électeur vote sur un même bulletin pour un candidat à la présidence et pour la liste d'un parti. Il a la possibilité d'exprimer ce vote de plusieurs façons.
- Soit voter pour une liste, auquel cas son vote s'ajoute également à ceux pour le candidat à la présidence soutenu par la liste. Il a également la possibilité d'exprimer un vote préférentiel pour deux candidats de son choix sur la liste en écrivant leurs noms. Il ne doit dans ce cas pas écrire les noms de deux candidats de même sexe, ni un seul nom.

- Soit ne voter que pour un candidat à la présidence, auquel cas son vote n'est pas étendu à sa liste.

- Soit préciser son vote pour un candidat et son vote pour une liste. Contrairement à plusieurs autres régions italiennes, l'électeur peut effectuer un panachage en choisissant un candidat à la présidence et une liste ne faisant pas partie de celles soutenant le candidat choisi[2].

### Répartition des sièges
| Provinces                 | Sièges | +/-           |  |
| Arezzo                    | 3      |               |  |
| Florence                  | 12     | 4             |  |
| Grosseto                  | 1      | 1             |  |
| Livourne                  | 3      | en stagnation |  |
| Lucques                   | 4      | en stagnation |  |
| Massa-Carrara             | 1      | 1             |  |
| Pise                      | 5      | 2             |  |
| Pistoia                   | 2      | en stagnation |  |
| Prato                     | 2      | en stagnation |  |
| Sienne                    | 2      | 1             |  |
| Candidats à la présidence | 6      | 15            |  |
| Total                     | 41     | 12            |  |

## Résultats
|                        |                        |            |            |                      |                                           |                                          |           |         |         |               |               |       |  |
| Présidence             | Présidence             | Présidence | Présidence | Présidence           | Conseil                                   | Conseil                                  | Conseil   | Conseil | Conseil | Conseil       | Conseil       | Total |  |
| Candidats              | Candidats              | Votes      | %          | Élus                 | Partis                                    | Partis                                   | Votes     | %       | +/-     | Sièges        | +/-           | Total |  |
|                        | Enrico Rossi (PD)      | 656 920    | 48,02      | 1                    |                                           | Parti démocrate (PD)                     | 614 869   | 45,94   | 3,74    | 24            | 1             |       |  |
|                        | Enrico Rossi (PD)      | 656 920    | 48,02      | 1                    | Peuple toscan-Réformistes 2020 (avec PSI) | 22 760                                   | 1,70      | Nv.     | —       | en stagnation |               |       |  |
| Total Centre-gauche    | Total Centre-gauche    | 656 920    | 48,02      | 1                    | 637 629                                   | 47,63                                    | 13,07     | 24      | 7       | 25            |               |       |  |
|                        | Claudio Borghi (Lega)  | 273 785    | 20,02      | 2                    |                                           | Ligue (Lega)                             | 214 430   | 16,02   | 9,54    | 4             | 1             |       |  |
|                        | Claudio Borghi (Lega)  | 273 785    | 20,02      | 2                    | Frères d'Italie (FdI)                     | 51 152                                   | 3,82      | Nv.     | 1       | 1             |               |       |  |
| Total Droite           | Total Droite           | 273 785    | 20,02      | 2                    | 265 582                                   | 19,84                                    | Nv.       | 5       | 5       | 7             |               |       |  |
|                        | Giacomo Giannarelli    | 205 818    | 15,05      | 1                    |                                           | Mouvement 5 étoiles (M5S)                | 200 771   | 15,00   | Nv.     | 4             | 4             | 5     |  |
|                        | Stefano Mugnai (FI)    | 124 432    | 9,10       | 1                    |                                           | Forza Italia (FI)                        | 112 658   | 8,41    | 18,71   | 1             | 14            |       |  |
|                        | Stefano Mugnai (FI)    | 124 432    | 9,10       | 1                    | Lega Toscana-Plus de Toscane              | 7 996                                    | 0,60      | Nv.     | —       | en stagnation |               |       |  |
| Total Centre-droit     | Total Centre-droit     | 124 432    | 9,10       | 1                    | 120 654                                   | 9,01                                     | Nv.       | 1       | 1       | 2             |               |       |  |
|                        | Tommaso Fattori        | 85 879     | 6,28       | 1                    |                                           | Toscane à gauche (avec SEL-PRC-PdCI-FdV) | 83 187    | 6,21    | Nv.     | 1             | 1             | 2     |  |
|                        | Giovanni Lamioni       | 17 416     | 1,27       | —                    |                                           | Passion pour la Toscane (NCD-UdC)        | 15 837    | 1,18    | 3,59    | 0             | 1             | 0     |  |
|                        | Gabriele Chiurli       | 3 621      | 0,26       | —                    |                                           | Démocratie directe - Article 75          | 3 319     | 0,25    | Nv.     | 0             | en stagnation | 0     |  |
|                        |                        |            |            |                      |                                           |                                          |           |         |         |               |               |       |  |
| Votes valides          | Votes valides          | 1 367 872  | 94,89      |                      | Votes valides                             | Votes valides                            | 1 326 979 | 92,06   |         |               |               |       |  |
| Votes blancs et nuls   | Votes blancs et nuls   | 73 632     | 5,11       | Votes blancs et nuls | Votes blancs et nuls                      | 114 525                                  | 7,94      |         |         |               |               |       |  |
| Total candidats        | Total candidats        | 1 441 504  | 100        | 6                    | Total partis                              | Total partis                             | 1 441 504 | 100     | -       | 35            | 15            | 41    |  |
| Abstentions            | Abstentions            | 1 544 186  | 51,72      |                      |                                           |                                          |           |         |         |               |               |       |  |
| Inscrits/Participation | Inscrits/Participation | 2 985 690  | 48,28      |                      |                                           |                                          |           |         |         |               |               |       |  |